# Argentovaria

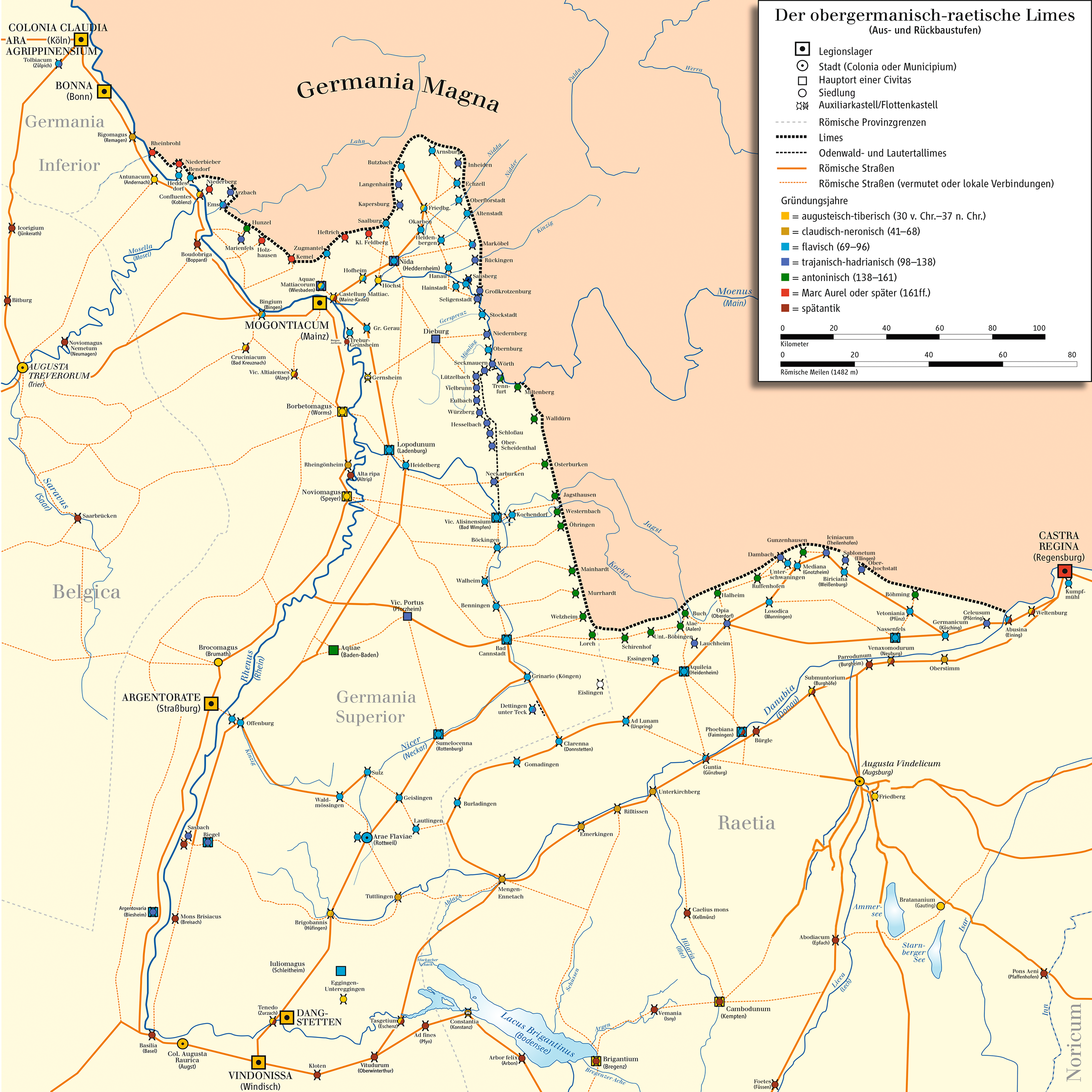
Lage des Kastells am DIRL (Rheinlinie)

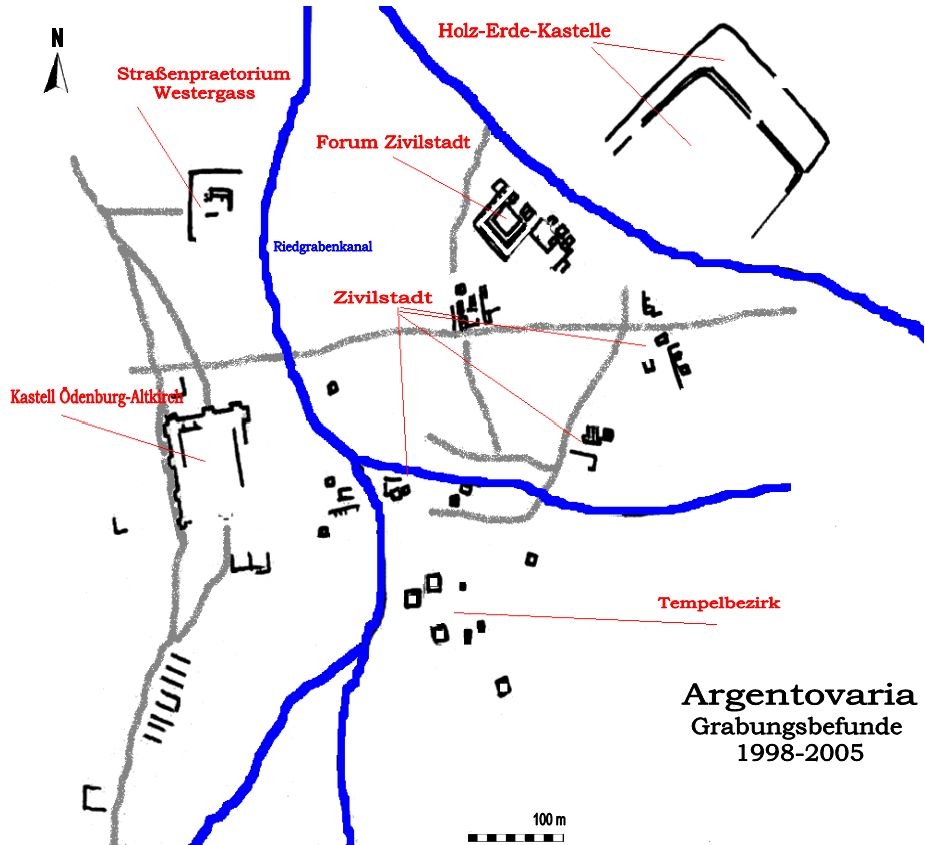
Orientierungsplan Argentovaria

Argentovaria (bekannt auch unter dem Flurnamen Ödenburg) ist der Sammelbegriff für eine spätrömische Militäranlage und eine Zivilsiedlung auf dem Gebiet von Biesheim im Elsass (Arrondissement Colmar-Ribeauvillé, Communauté de communes du Pays de Brisach). 
Die antiken Ausgrabungsstätten von Biesheim-Kunheim und Ödenburg-Altkirch verdanken ihre besondere Bedeutung der Position an einem wichtigen Rheinübergang. Im 1. und 4. Jahrhundert n. Chr. wird der Ort noch vom Militär dominiert, im 2. und 3. Jahrhundert n. Chr. trat jedoch die Zivilsiedlung immer mehr in den Vordergrund. Während der großen Barbareneinfälle im 4. und 5. Jahrhundert n. Chr. war Argentovaria vermutlich Bestandteil eines Festungsgürtels, der auch die rechtsrheinischen Kastelle auf dem Münsterberg in Breisach und am Sponeck in Sasbach-Jechtingen miteinbezog.
Das spätrömische Castrum zählte wahrscheinlich zu den zahlreichen, unter Kaiser Valentinian I. errichteten, aber nur mehr kurzzeitig besetzten Grenzfestungen in der Endphase der römischen Herrschaft über die Rheinprovinzen. Es war Bestandteil der Kastellkette des Donau-Iller-Rhein-Limes im Abschnitt der Provinz Maxima Sequanorum. Das Lager war vermutlich vom 4. bis in das 5. Jahrhundert n. Chr. mit römischen Truppen belegt, die für Sicherungs- und Überwachungsaufgaben an der Rheingrenze (ripa) zuständig waren.

## Name
Der antike Name der Zivilsiedlung bzw. des Kastells sind uns vom Geographen Claudius Ptolemäus und aus der Tabula Peutingeriana bekannt. Inschriften, die diesen Namen belegen, sind bislang nicht entdeckt worden.
Um das Jahr 150 bezeichnete Ptolemaios die Zivilsiedlung Argentovaria neben Augusta Raurica als die „zweite Polis“ des keltischen Volkes der Rauriker. Bei ihm liegt es 1,42° südlich und 0,33° östlich von Argentorate, ist aber in seinen übrigen Lagebeziehungen eine Verdoppelung Straßburgs: Es liegt 1,33° nördlich und 1,83° östlich von Vesontio (Besançon), Straßburg 1,34° nördlich und 1,73° östlich, und es liegt 1,33° nördlich und 2,17° westlich von Brigantium, Straßburg real 1,07° nördlich und 2,00° westlich.
Der heutige Flurname der archäologischen Stätte ist „Altkirch“ (volkstümlich „Kirchenbuckel“) geht auf eine Kirche aus dem Mittelalter zurück, die mitsamt ihrem Friedhof westlich des Südtores des spätantiken Kastells lokalisiert werden konnte.

## Lage
Biesheim liegt 0.54° südlich und 0,05° östlich von Straßburg etwa auf halbem Wege zwischen Basel und Straßburg, nördlich von Neuf-Brisach und genau gegenüber dem Bergmassiv des Kaiserstuhls. Die Gebirgszüge der Vogesen und des Schwarzwaldes waren in Verbindung mit dem stark mäandernden Rhein erhebliche verkehrstechnische Hindernisse und lassen bis heute nur an wenigen Stellen Ost-West-Passagen zu. Das spätantike Kastell befindet sich am linken Ufer des Rheins, etwas nordwestlich des Kastells Breisach. Die archäologischen Fundstätten befinden sich nördlich von Biesheim. Landkarten des 16. und 17. Jahrhunderts führen hier einen Ort namens Edenburg, Oedenburg oder Oedenburgheim an, der im Dreißigjährigen Krieg zerstört und danach nicht mehr aufgebaut wurde. Das erste hier nachweisbare Holz-Erde-Kastell stand auf einer Rheininsel, die einen guten natürlichen Schutz bot. Das Areal des spätantiken Kastells wird landwirtschaftlich intensiv genutzt und ist heute nur anhand einer Geländestufe erkennbar. Die Befestigung befand sich direkt östlich der Limesstraße (via puplica), nahe am Abbruch zum damaligen Rheinufer, und war somit auf dem Landweg und auch per Schiff gut zu erreichen. Die Befunde ließen erkennen, dass das Lager deswegen wohl häufiger von Überschwemmungen heimgesucht wurde. Heute führt hier nur mehr der Riedgrabenkanal vorbei, ein spärlicher Rest des antiken Flussbetts. Nördlich des Kaiserstuhls verlief die Grenzlinie zwischen den beiden spätantiken Rheinprovinzen Germania I und Maxima Sequanorum. Entlang dieser Linie existierte eine Straße, die über die Vogesen und Metz herkommend bei Biesheim-Oedenburg das Rheinufer erreichte. Hier kreuzte sie sich in weiterer Folge mit der – von Norden nach Süden verlaufenden – linksrheinischen Limesstraße. Das Kastell hatte also vermutlich einen starken Bezug zu diesen Straßenverbindungen.

## Forschungsgeschichte
Ödenburg wird erstmals 1551 bei Beatus Rhenanus genannt und erscheint auch auf der Karte von Daniel Specklin 1576. Römische Funde sind seit etwa 1770 bekannt. Ursprünglich wurde Horbourg-Wihr, ein Ortsteil der Gemeinde Horbourg bei Colmar im elsässischen Département Haut-Rhin, als Standort des antiken Argentovaria angesehen. Diese Annahme musste jedoch auf Grund der neuesten Forschungsergebnisse revidiert werden. An der Wende von den 1970er zu den 1980er Jahren fanden im Südbereich des mittelalterlichen Friedhofes erstmals wissenschaftlich begleitete Ausgrabungen statt, wobei auch das Areal der spätantiken Festung durchgraben, diese aber nicht als solche erkannt wurde. Von 1998 bis 2002 wurden im Rahmen des trinationalen Archäologieprojektes „Ödenburg-Altkirch“ (Eucor-Programm) geophysikalische Bodenvermessungen durchgeführt, nach deren Auswertung gezielte Freilegungen durch Wissenschaftler der Universität Freiburg und der Universität Basel unter Leitung und Koordination von Hans Ulrich Nuber und Michel Reddé (Universität Paris) möglich wurden. Ziel war es, den Wissensstand über die antike Besiedlung des Areals von Ödenburg-Altkirch (Militärlager, Straßenprätorium, Zivilstadt und gallorömischer Tempelbezirk) vom 1. bis ins 4. Jahrhundert n. Chr. noch weiter zu ergänzen. Die Grabungen wurden auch von paläobotanischen und zoologischen Untersuchungen begleitet. Im Zuge dessen wurden schließlich die spätrömische Befestigung und zusätzlich in der benachbarten Flur „Westergass“ eine Gebäudegruppe gleicher Zeitstellung erkannt. Bis 2001 bewegten internationale Grabungsteams fast 1000 m² Erde und ermittelten 470 Befunde, wobei vor allem der Verlauf des Nordwalles genau festgestellt werden konnte. Von 2003 bis 2005 führte die École pratique des hautes études, gemeinsam mit den Universitäten Freiburg und Basel (Peter-Andrew Schwarz, Caty Schucany) Ausgrabungen auf dem Areal des gallorömischen Tempelbezirkes in Biesheim-Kunheim durch. Dabei konnten zahlreiche neue Erkenntnisse über die antiken Kultpraktiken (modus munificendi) gewonnen werden. Vor dem Kastell konnten bei Sondierungen noch einige antike Gebäudereste der Zivilstadt vom Ende des 1. Jahrhunderts n. Chr. aufgedeckt werden, die durch ein Feuer zerstört worden waren.

## Entwicklung
Die Region um Biesheim ist bereits seit vorrömischer Zeit besiedelt. Argentovaria war neben Kaiseraugst vermutlich eines der größten Oppida (Caput civitatis) der Rauriker. Um diese unter Kontrolle zu halten, errichteten die Römer an diesem auch strategisch wichtigen Platz zunächst ein einfaches Holz-Erde-Befestigung. Die römische Zivilsiedlung hatte sich jedoch nicht um dieses frühe Kastell, sondern ab 20 n. Chr. rund um den Tempelbezirk herausgebildet.
Das Holz-Erde-Kastell wurde im 1. Jahrhundert n. Chr. gegründet, das spätantike Kastell wurde vermutlich zwischen 369 und 370, während der Regierungszeit von Kaiser Valentinian I. (364–375) im Zuge der letzten Ausbau- und Verstärkungsmaßnahmen am Rheinlimes errichtet. Es gehörte zu einem Festungsgürtel (claustra/clausurae), der aus den Kastellen Breisach/Münsterberg (Mons Brisiacum), Sasbach-Jechtingen, sowie Horbourg bestand und vermutlich auch eine alamannische Befestigung auf dem Zähringer Burgberg miteinbezog.
Die Holz-Erde-Kastelle des 1. Jahrhunderts könnten unter anderem als Etappenstation und Aufmarschbasis für Feldzüge in die rechtsrheinischen Gebiete gedient haben. Aufgabe der Besatzung in Argentovare war wohl die Überwachung des Straßenverkehrs, die Kontrolle des Schiffsverkehrs auf dem Strom und der Wachdienst am Rheinübergang. Zu den weiteren Tätigkeiten zählten die Beobachtung des rechtsrheinischen Barbaricums, tägliche Patrouillengänge sowie die Nachrichten- und Signalweitergabe entlang des Limes.
In den Jahren zwischen 259 und 260 überrannten alamannische Stämme endgültig den obergermanisch-rätischen Limes. Danach besetzten sie das Dekumatland, das mehr als 200 Jahre lang unter römischer Herrschaft gestanden hatte. Nach der sogenannten „Reichskrise des 3. Jahrhunderts“ konnten die Römer die Grenze entlang der Linie Rhein, Bodensee, Iller und Donau wieder stabilisieren. Hier entstand ab dem späten 3. Jahrhundert, unter den Kaisern Diokletian und Maximian, die Kastellkette des sogenannten Donau-Iller-Rhein-Limes. Trotzdem gelangen den Alamannen hier wiederholt massive Einbrüche ins Reichsgebiet, da sie dabei häufig von den inneren Machtkämpfen der Römer profitierten, die meist mit einem fast kompletten Abzug der Limestruppen verbunden waren.
357 n. Chr. fand in der Nähe des heutigen Straßburg die Schlacht von Argentoratum statt, in der es Kaiser Julian gelang, die Alamannen in die Flucht zu schlagen und ihren König Chnodomar gefangen zu nehmen. Im Jahr 378 durchbrachen angeblich 40.000 alamannische Lentienser – entweder direkt beim Sponeck-Übergang oder bei Breisach – aber erneut den Rheinlimes, verwüsteten die Grenzgebiete und drangen auch ins Innere Galliens vor. Der Kaiser des westlichen Reichsteils, Gratian, musste zu ihrer Abwehr einen Großteil seiner sich schon in Illyrien befindlichen Armee zurückbeordern, die in Marsch gesetzt worden war, um gemeinsam mit dem Kaiser des Ostens, Valens, in Thrakien eingedrungene Goten und Alanen zu bekämpfen. Die Angreifer wurden zwar bald durch Gratian und seine Heerführer, dem comes Nannienus und dem comes domesticorum Mallobaudes, nach einer Schlacht bei Argentovaria wieder über den Rhein zurückgeworfen, aber dieser Sieg kam Valens teuer zu stehen, da Gratian zu spät auf dem Balkan eintraf, um seinen Onkel noch vor der katastrophalen Niederlage bei Adrianopel zu bewahren. Im August 369 hielt sich Kaiser Valentinian I. nachweislich im benachbarten Kastell am Mons Brisiacum auf, um von dort aus, zumindest zeitweise, die großangelegten Bauaktivitäten der Römer am Rheinlimes zu koordinieren und zu überwachen. Im Zuge dessen entstand wohl auch die Festung in Argentovaria. Nach der Münzreihe zu urteilen, bestand sie bis zum Abzug der regulären Grenztruppen unter Stilicho zwischen 401 und 406 n. Chr., unter Umständen sogar noch bis zur Mitte des 5. Jahrhunderts n. Chr.
Vermutlich war die Kastellruine noch bis zum Ende des 17. Jahrhunderts oberirdisch sichtbar. Ab 1701 wurde sie zur Gewinnung von Steinmaterial für den Bau der Festung Neuf-Brisach abgetragen.

## Kastell

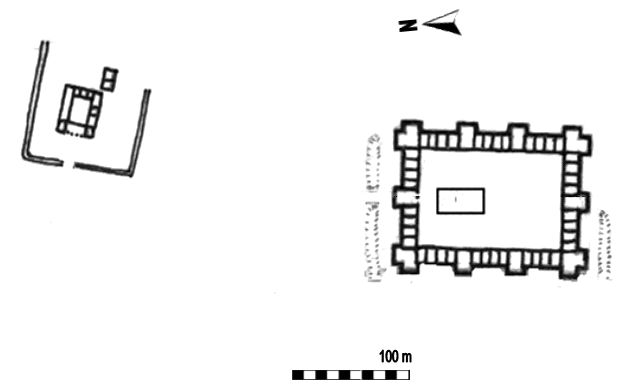
Grundrisse Straßenpraetorium II und Kastell

Ein römischer Militärstützpunkt existierte in Biesheim schon seit dem 1. Jahrhundert n. Chr. Insgesamt konnten für diese Zeitperiode zwei julisch-claudische Holz-Erde-Kastelle nachgewiesen werden, die aber schon im späten 1. Jahrhundert wieder aufgelassen wurden. Hans Ulrich Nuber vermutet unter dem spätantiken Kastell noch einen weiteren Vorgängerbau aus der Zeit des Augustus.
Oedenburg-Altkirch stellt einen neuen Kastelltyp innerhalb des breitgefächerten spätantiken Festungsbauprogramms dar. Das valentinianische Castrum maß 93,30 m × 126 m, war exakt nach den Himmelsrichtungen ausgerichtet, hatte einen quadratischen Grundriss und bedeckte eine Fläche von ca. 1,2 ha. Das Baumaterial bestand zum großen Teil aus, in der Umgebung vorkommendem, Vulkangestein (sogenannte Tephrite). Die beim Bau verwendete römische Maßeinheit konnte anhand von noch intakten, miteinander vermörtelten Ziegelplatten bestimmt werden. Sie betrug exakt 66 cm und entsprach damit zwei gallischen pedes Drusani (ca. 0,3327 Meter). Die ungewöhnliche Konstruktion dieses Lagers ähnelt einer – allerdings wesentlich kleineren (65 m × 56 m) – Anlage gleicher Zeitstellung in Trier-Pfalzl, die seit dem Mittelalter als palatiolum bezeichnet wurde. Es gibt deutliche Hinweise darauf, dass es mit einer prächtigen Innendekoration (zum Beispiel Mosaike) ausgestattet war und somit vor allem eine repräsentative Funktion gehabt haben könnte. Für Oedenburg-Altkirch fehlen allerdings derartige Befunde, dennoch könnte es vom selben Architekten geplant worden sein.

### Umwehrung
Die drei Meter breite, sorgfältig aufgeführte und vermörtelte Ringmauer war mit vierzehn quadratischen Bastionen verstärkt, vier an den Längsseiten und drei an den Schmalseiten, deren Abmessungen bei jedem Exemplar nahezu identisch waren. Das Mauerwerk war teilweise noch bis in eine Höhe von 1,33 m bis 1,74 Meter erhalten. Die Fundamente saßen auf eingerammten Holzpfählen, die noch 0,50 Meter in das Mauerwerk hineinreichten, auf, die am Rand mit rechteckigen Balken, verbunden durch Querhölzer, verstärkt waren. Der Gitterrost war mit Bruchsteinlagen befüllt, die mit Kalkmörtel übergossen worden waren. Die Zwischenwände hingegen gründeten sich ebenfalls auf einem mit Balken verstärkten Kalkmörtelbett. Diese Gussfundamente wurden erstmals an Wachtürmen in der Schweiz beobachtet, die aus dem Jahr 371 stammten. Die Südwest-Ecke war durch eine Bunkeranlage der Maginot-Linie stark gestört. Die vermutlich bis zu 24 m hohe Außenfassade wies aufgrund der – etwa fünf Meter – vorkragenden und 14 Meter breiten, turmartigen Bastionen eine beeindruckende Tiefenstaffelung auf. Die Eckbastionen waren durch Fortführung und Überlagerung der jeweiligen Raumzeilen entstanden. Dadurch hatten sich in einem Winkel von 90 Grad zwei quadratische Turmbastionen gebildet, die dieselbe Größe wie die mittleren Exemplare aufwiesen. Die inneren Kammern hatten eine Seitenlänge von 7,50 m. Sie gingen in halb so große Nischenräume über, deren Zugänge von auf Pfeilern gestützten Bögen überwölbt waren. Zusammen mit diesen erreichten sie eine Fläche von 120 m².
Einem im Vorfeld des Kastells stehenden Betrachter erschienen dadurch die Mauern wesentlich höher als sie tatsächlich waren. Bastionen und Mannschaftsbaracken waren möglicherweise mit Ziegeldächern abgedeckt. Das Lager wurde zusätzlich im Norden und Süden von einem Wehrgraben (Abschnitt Norden: 8,20 Meter breit und 1,80 m tief, Abschnitt Süden: 6,50 Meter breit und 2,30 Meter tief) geschützt. Der nördliche konnte über einen Erddamm überquert werden, der südliche lief hingegen durch und wurde wohl von einer Brücke überspannt. Die Berme war ca. 10 m breit.

### Tore

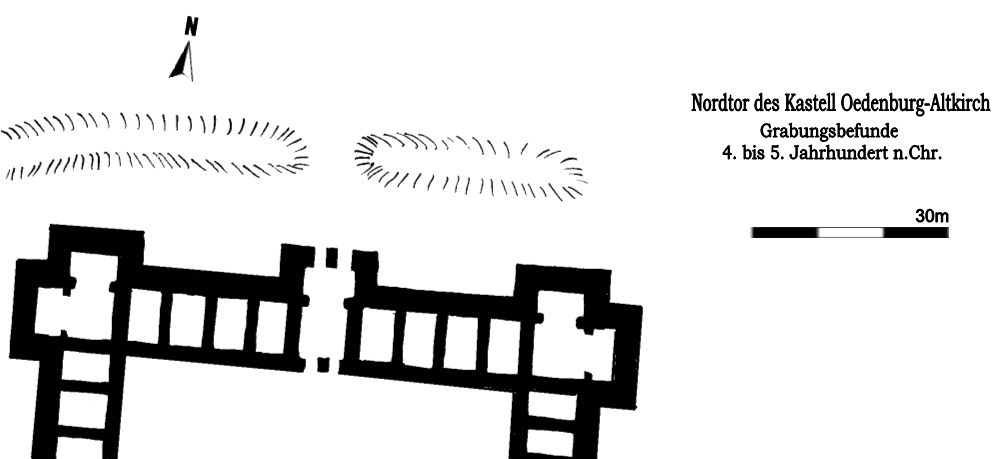
Befundskizze des Nordtores

Insgesamt konnten zwei Toranlagen festgestellt werden. Bei diesen – nach Norden und Süden ausgerichteten – Bauwerken handelt es sich um sogenannte Kammertore. Sie verfügten über zwei Durchfahrten und befanden sich in den zentralen Turmbastionen der Schmalseiten. Bei der Ausgrabung des Nordtores im Jahr 2000 konnte unter anderem auch seine Breite, 14 m, ermittelt werden. Wie die Eckbastionen sprang es ca. 5,08 m vor die Mauer vor. Die Durchfahrten waren drei Meter breit. Der Zugang von außen wurde – wie auch bei anderen spätantiken Toren – vermutlich durch zwei hölzerne Türflügel und ein Fallgitter verschlossen. Das Turmfundament zog hier durch und sollte wohl das Fallgitter nach dem Herablassen aufnehmen. Die innere Kammer war am Ausgang zum Innenhof durch eine zentrale Säule (spina) mit einer Seitenlänge von 1,50 m geteilt, dieser konnte ebenfalls durch zwei hölzerne Torflügel verschlossen werden. Die Innenkammer des Tores maß 13,14 m × 7,98 m. Die Seitenwände erreichten eine Länge von 21,31 m. Das Südtor konnte hingegen nicht mehr in seiner Gesamtheit erfasst werden. Die Durchfahrt war, vielleicht auf Grund unterschiedlicher Wertigkeiten, baulich etwas anders ausgeführt. Von hier aus hatte man einen direkten Zugang zum Flussufer und der Limesstraße. 2003 entdeckte man an der östlichen Torwange einen winkelartigen Mauerzug, der vermutlich ein Gegenstück an der Westseite hatte, eventuell die Reste eines Innenportikus.

### Innenbereich
Die Innenbebauung bestand aus kasemattartigen, mehrstöckigen Einbauten, die entlang den Kurtinen aufgereiht und in zehn Blöcke mit jeweils vier 7,5 m × 5,5 m großen Räumen unterteilt waren. An der westlichen Mauer waren sie unterschiedlich groß, vermutlich dienten sie einen anderen Verwendungszweck. Bei den Mannschaftsunterkünften konnten keine Vordächer (Portikus), in vergleichbaren Kastellen oft beobachtet, festgestellt werden. Der Innenhof schien zunächst von jeglicher Bebauung freigehalten worden zu sein, doch 2002 entdeckte man südlich des Nordtores die Reste eines rechteckigen Gebäudes, das vermutlich aus dem 1. Jahrhundert n. Chr. stammt. Nach Abzug der römischen Besatzung wurden hier einige einfache Grubenhäuser und Holzständerbauten errichtet. In der Südwestecke standen einst die mittelalterlichen Kirchen, von denen noch zwei Apsiden nachgewiesen werden konnten.

## Garnison
Die spätantike Besatzungseinheit von Argentovare ist nicht bekannt, lediglich die legio I Martia ist in der ersten Hälfte des 4. Jahrhunderts als für den Abschnitt am Hochrhein zuständige Grenzschutztruppe belegt. Das Lager war vermutlich – wie für das 4. und 5. Jahrhundert üblich – mit Limitanei/Ripenses oder – auf Grund seiner Zeitstellung noch wahrscheinlicher – mit germanischen Foederaten (Verbündeten) belegt, die wohl zur Armee des Dux provinciae Sequanicae zählten. Eine der wichtigsten antiken Quellen für die Zuordnung von Grenztruppen und Kastellen des 4. und 5. Jahrhunderts ist die Notitia dignitatum. In ihr werden aber weder der Kastellname noch die Garnisonseinheit oder ihr kommandierender Offizier angeführt. Der Fund einer Siliqua aus der Zeit von Constantius III. (408–411), könnte ein vager Hinweis darauf sein, dass es, nach dem verheerenden Einfall der Vandalen und Sueben im Jahr 406, noch einmal besetzt wurde.

## Zivilsiedlung
Die Siedlung hatte kleinstädtischen Charakter und erstreckte sich über eine Fläche von 200 ha. Zu ihrer Blütezeit dürfte sie um die 5000 Einwohner gezählt haben. Die Verteilung der Gebäude war in starkem Maße von den damaligen topographischen Gegebenheiten beeinflusst. Das damalige Rheintal war durch viele kleinere Wasserläufe und ausgedehnte Sumpfgebiete geprägt. Diese verhinderten oft eine zusammenhängende Bebauung, weswegen die Häuser fast ausschließlich auf den etwas höher gelegenen Kiesterrassen errichtet werden mussten. Teilweise waren diese auch über künstlich angelegte Kanäle zu erreichen. Sie war auch nach Abzug des Militärs unter den Flavischen Kaisern weiterhin bewohnt. Der Siedlungskern befand sich im Bereich des spätantiken Castrum. Die Straßen waren rasterartig angelegt. Der Ort verfügte über eine gut ausgebaute Infrastruktur, zu der zwei Thermen, ein großer öffentlicher Gebäudekomplex (Mansio?), ein Mithräum, ein Rheinhafen und der gallorömische Tempelbezirk zählten. Viele der Wohnhäuser waren mit Wandmalereien ausgestattet, was von einem gewissen Wohlstand seiner Bürger zeugt. Die älteren Fundamente bestanden aus Basalt die späteren lagen auf einer Schicht Flusskiesel auf. Einige Bereiche der Stadt dürften schon im 1. Jahrhundert n. Chr. aufgelassen worden sein, im Westen des Areals kamen im 2. und 3. Jahrhundert aber auch wieder einige Neubauten hinzu. Eine Bebauung in der Tetrarchie oder in der Nachfolgezeit konnte nicht festgestellt werden. Im Laufe des 5. Jahrhunderts ging die Stadt wohl auf Grund der rasch voranschreitenden Landnahme durch Barbarenstämme endgültig unter. Ihre Ruinen wurden in den nachfolgenden Jahrhunderten (unter anderem zum Bau der Vauban-Festung Neuf-Brisach) durch Steinraub fast restlos abgetragen.

## Straßenpraetorium/Mansio und Therme

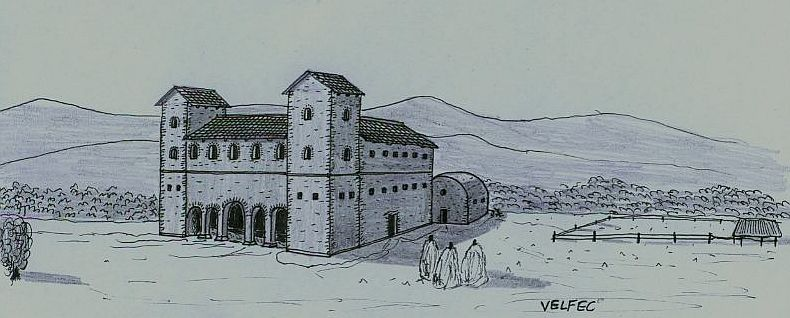
Rekonstruktionsskizze des Straßenprätoriums und der dahinterliegenden Therme

Der Gebäudekomplex des spätantiken Praetorium (II) setzte sich aus zwei Gebäuden (Herberge/Praetorium und Badegebäude/Thermae) zusammen und befand sich auf der Flur „Westergass“, 90 m östlich der Limesstraße. Das Hauptgebäude war auf die Fernverkehrsstraße ausgerichtet und weiträumig von einem Spitzgraben mit Tordurchfahrt umgeben. Es bedeckte eine Fläche von 24 m × 29 m, die wesentlich kleinere Therme eine von 7 m × 14 m. Beide waren mit einem Ziegeldach abgedeckt, die Dachziegel waren von der Legio I Martia aus Kaiseraugst geliefert worden. Vor dem Praetorium konnte in weiterer Folge auch ein Brunnenschacht entdeckt werden. Die nachrömische Nutzung belegt die Beobachtung von Pfostenlöchern. Sie stammen von Fachwerkbauten, die die römischen Gebäude im Frühmittelalter ersetzten. Praetorium und Therme entstanden vermutlich in der Zeitspanne zwischen der Herrschaft Konstantins I., oder seinen Söhnen und Valentinian I. (330 bis 340 n. Chr.) Sie standen bis in das 5. Jahrhundert in Verwendung. In ihrer Endphase dürften die Gebäude schon einen verwahrlosten und heruntergekommenen Eindruck gemacht haben, da die Bewohner unter anderem ihren Abfall unmittelbar vor den Eingängen entsorgten. Die Bauten dienten wohl als Straßen- und Raststation (Mansio) für Staatsbeamte auf der Durchreise, Soldaten und Kuriere der Reichsverwaltung.

## Tempelbezirk

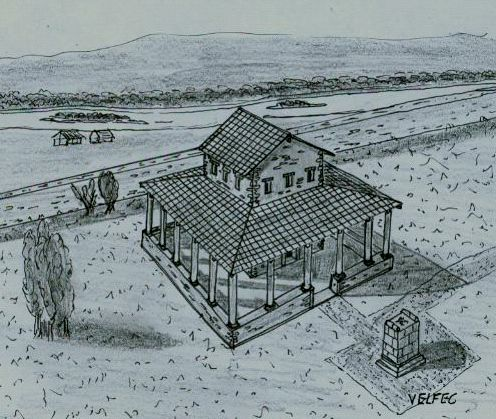
Rekonstruktionsskizze des Umgangstempels B

Der von 2003 bis 2005 ergrabene, 1,4 ha große mehrphasige Tempelbezirk in der Flur Biesheim-Kunheim, bestand aus vier sog. Umgangstempeln (Gebäude A, B, E, C) und zehn weiteren Kultgebäuden, die alle im 1. Jahrhundert n. Chr. entstanden waren. Er belegte eine Fläche von ca. 1,6 ha und war damit einer der größten derartigen Anlagen in dieser Region. Möglicherweise wurde er über einen noch älteren keltischen Heiligtum errichtet, da das Areal in der Antike von Sümpfen und einem Rheinarm umgeben war. Die Kelten bevorzugten bei Anlage ihrer heiligen Stätten diese topographischen Gegebenheiten, da sie Moore und Seen zur Versenkung ihrer Opfergaben benötigten. Die ersten Holz-Lehm-Bauten stammen aus den Jahren zwischen 70 und 110 n. Chr., sie wurden im 2. und frühen 3. Jahrhundert n. Chr. durch Steinbauten ersetzt. Einer von ihnen war von einem 14 × 14 m messenden Säulengang umgeben. Ihre Fundamente sind durch die jahrhundertelange landwirtschaftliche Tätigkeiten nur mehr sehr schlecht erhalten. Die zahlreichen Militariafunde im Tempel B belegen, dass er hauptsächlich von Soldaten aufgesucht wurde. Dieser von Basler Archäologen freigelegte Steintempel war nach Ausweis der Ziegelstempel wohl von Angehörigen der Legio VIII Augusta aus Straßburg/Argentorate erbaut worden. In weiterer Folge fanden sich hier auch zahlreiche Brandopferplätze, Altäre für Münzopfer und ein Heiligtum für die Götter Apollo und Merkur, das anhand einer Inschrift identifiziert werden konnte.

## Mithräum
Das zwischen 1976 und 1979 untersuchte Mithräum stand östlich der Stadt und diente zur Verehrung des persischen Lichtgottes Mithras, dessen Kult besonders unter den Soldaten beliebt war. Das Gebäude hatte einen langrechteckigen Grundriss, war nach Norden ausgerichtet und bestand aus zwei Kulträumen und einer Vorhalle (Pronaos). Der etwas tiefer gelegte Innenraum konnte über zwei Stufen betreten werden. An beiden Seiten des ersten Raumes befanden sich gemauerte Bänke, die von den Gläubigen beim Kultmahl verwendet wurden. In der Exedra am Nordende des Gebäudes fanden sich noch einige Kalksteinfragmente eines Reliefs, das die Gottheit bei der Tötung eines Stiers zeigte (tauroctonus). Das Mithräum in Biesheim gehört wohl in die rein zivile Phase der Siedlung nach Abzug der Garnison um 70 n. Chr. Den Münzfunden nach zu schließen, wurde das Heiligtum am Ende des 4. Jahrhunderts n. Chr. zerstört.

## Funde

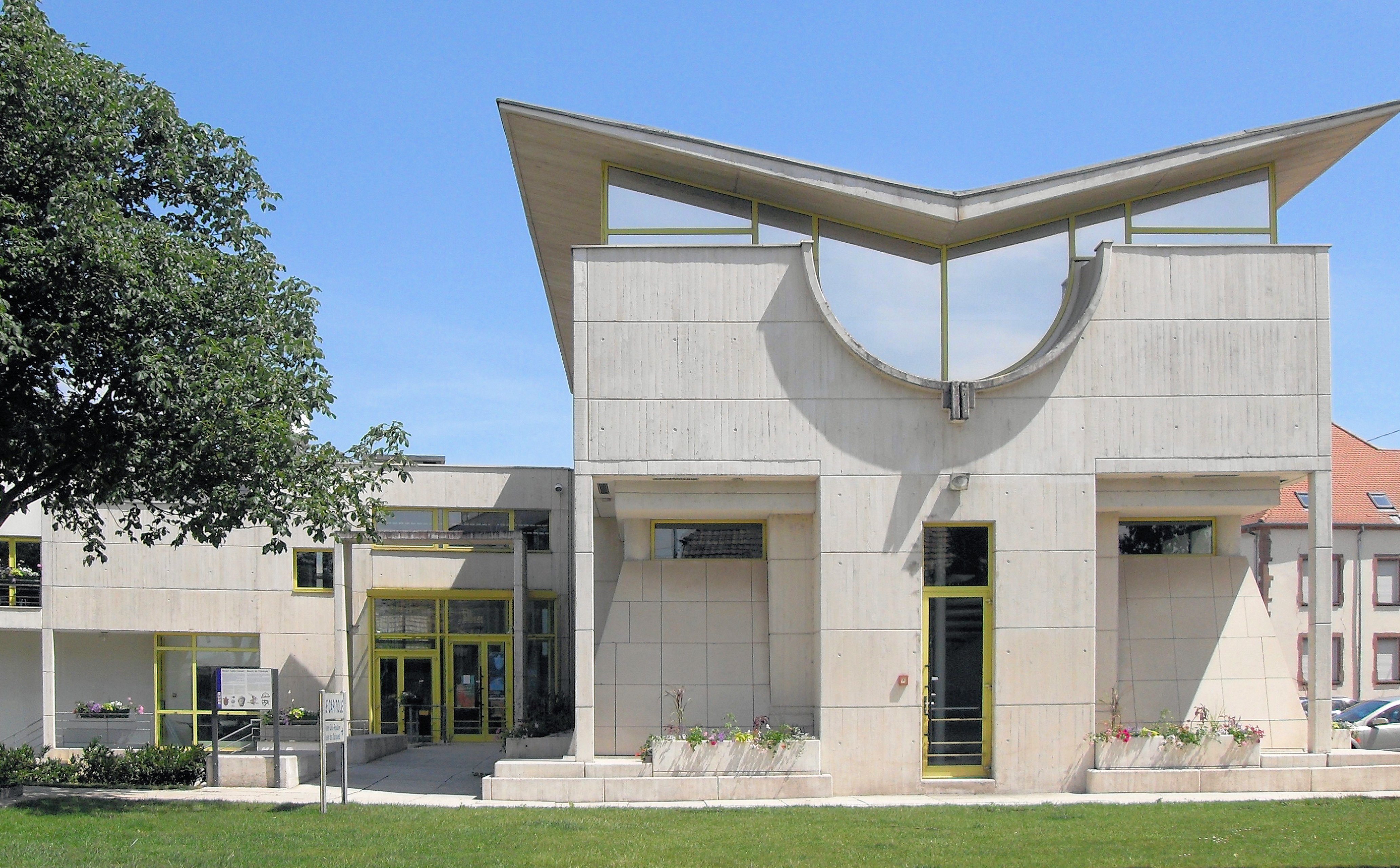
Optisches und Gallo-römisches Museum Biesheim

Im südlichen Abschnittsgraben des Kastells fanden sich neben spätrömischer Keramik auch eine Münze aus der Zeit Valentinians II. (378–383 n. Chr.). Die Funde am Straßenpraetorium II setzten sich hauptsächlich aus römischen und germanischen Kleidungsbestandteilen zusammen, die aus mehreren Gruben geborgen werden konnten.
Für die weitreichenden Handelsbeziehungen der Bewohner Argentovarias sprechen die Funde von Austern und Fischen aus den Mittelmeer sowie die Reste eines Flaschenkürbisses aus Afrika, der zu den ältesten Artefakte dieser Art in Europa zählt. Besonders bemerkenswert sind auch die in der Zivilstadt aufgefundenen Pfefferkörner.
Im Tempelbezirk fanden sich vor allem Münzen, Fibeln, Militaria wie Lanzenschuhe, Schildbuckel, einige Helmwangenklappen (Typ Weisenau) etc. und Objekte aus Blei, die vermutlich als Opfergaben hierher gelangten. Fragmente von – teils vergoldeten – Gegenständen, Möbel- und Türbeschläge, Großbronzen, eine Bronzelampe, Bruchstücke einer Kalksteinstatue und eine Weihinschrift des Titus Silius Lucusta, dem Apollon gewidmet, zeigten, dass das Tempelinventar sehr aufwendig ausgestattet gewesen sein musste. Um die Tempel fanden sich vereinzelt auch Gruben, die noch Fragmente von Amphoren enthielten. Sie dienten als Kultstätten (stipa) für Münzopfer. Eierschalenfragmente lassen annehmen, dass auch organische Opfergaben darin aufbewahrt wurden. Beim Steintempel D wurden 184 Keramikgefäße (Henkelkrüge, Flaschen) und Gegenstände (zum Beispiel Kerzenständer, Lampen) verschiedenster Machart geborgen. Für die Opferzeremonie waren sie offensichtlich vorher mit Wein und Bier befüllt, dann auf ein fellbespanntes Ulmenholzgerüst oder einen Scheiterhaufen gestellt und anschließend verbrannt worden.
Die Funde aus den Grabungen werden im Musée Gallo-Romain in Biesheim aufbewahrt. Verschiedenartige hier ausgestellte Ausrüstungsgegenstände belegen die Präsenz von Soldaten. Zahlreiche Gegenstände bieten auch Hinweise auf das tägliche Leben. Eine in Gold gefasste Gemme ist das bedeutendste Stück der Sammlung. Die Bestattungssitten werden anhand rekonstruierter Gräber dargestellt.

## Denkmalschutz
Die Anlagen sind Bodendenkmäler im Sinne des französischen Denkmalschutzgesetzes (Code du patrimoine). Archäologische Stätten – Objekte, Bauten, Flächen – sind darin als Kulturschätze (Monument historique) definiert. Raubgrabungen sind umgehend zu melden. Sondengehen auf geschützten Flächen und unangemeldete Grabungen sind verboten. Der Versuch, archäologische Funde illegal aus Frankreich auszuführen wird mit mindestens zwei Jahren Haft und 450.000 Euro, mutwillige Zerstörung und Beschädigung von Denkmälern werden mit bis zu drei Jahren Haft und einer Geldstrafe bis 45.000 Euro belegt. Zufällig gemachte archäologische Funde sind sofort bei den zuständigen Stellen abzugeben.